# Triaenodes aba
Triaenodes aba là một loài Trichoptera trong họ Leptoceridae. Chúng phân bố ở miền Tân bắc.